# Mercedes-Benz M 121
Der M 121-Motor ist ein Vierzylinder-Reihenmotor von Daimler-Benz. Der Ottomotor kam in hohen Stückzahlen von 1956 bis 1968 in PKW, Kleinbussen und Klein-LKW von Mercedes-Benz zum Einsatz; ein Unimogprototyp der Baureihe 411 wurde 1957 auch mit diesem Motor ausgerüstet.
Das Kürzel „M“ steht für „Motor“ (Motor, der mit Benzin/Ottokraftstoff betrieben wird) und bezeichnet bis heute die Ottomotoren der Marke Mercedes-Benz.

## Geschichte
Der M 121 ist aus dem 1952 erschienenen Sechszylindermotor M 180 des Mercedes 220 abgeleitet und wurde erstmals 1956 im Modell 190 der Serie W 121 mit 75 PS (55 kW) verwendet. Der 190 wurde parallel zum 180 angeboten, welcher bis 1957 noch den M 136 aus den 1930er Jahren hatte, bevor er mit einer leistungsreduzierten Version des M 121 (65 PS/48 kW) ausgestattet wurde.
Der wesentliche Unterschied zu den Motoren der 170er und 180er Mercedes-Modelle ist die obenliegende Nockenwelle mit Antrieb über eine Duplex-Rollenkette mit ölhydraulischen Spannschienen und einer Ventilbetätigung über Schlepphebel. Der M 136 war noch ein Seitenventiler mit sehr zerklüfteten Brennräumen, die sich ungünstig auf den Verbrauch auswirkten.
Zum Erscheinen des Heckflossenmodells W 110 im Jahre 1961 (mit der beibehaltenen Bezeichnung 190) wuchs die Motorleistung um 5 PS (4 kW) auf 80 PS (59 kW) an. Mit dem Typ 200 ab Baujahr 1965 erreichte der Motor M 121 zwei Liter Hubraum und leistet 95 PS (70 kW). Erstmals setzte Daimler-Benz den Gleichdruck-Strombergvergaser ein, dessen Schieberkolben nicht mehr direkt vom Gaspedal, sondern indirekt über eine Unterdruck-Nachführung betätigt wird. Die Vergaser, die nur bei den Vierzylindermotoren von 1965 bis 1968 verwendet wurden, wurden anfangs oft bemängelt.
Die ersten Versionen des M 121 hatten nur drei Kurbelwellenlager: an der vorderen Riemenscheibe, zwischen Zylinder 2 und 3 und hinten an der Schwungscheibe. Der Motorlauf ist daher recht rau. Tiefgreifendste Änderung des M 121 war die 1965 im Mercedes 200 eingeführte fünffach gelagerte Kurbelwelle, was den Motorlauf ruhiger machte.
Auch der gleich starke Motor M 115 mit 95 PS (70 kW) des Heckflossen-Nachfolgers „Strich-Acht“ (W 115) ist ein kaum veränderter M 121; Daimler-Benz setzte jedoch für die neuen Ottomotoren die Motortypennummer parallel zum Fahrzeugbaumuster auf M 115 fest. Im nun angebotenen Modell 220 /8 war auch der Hubraum auf 2,2 Liter vergrößert worden und wurde 1974 im Modell 230.4 noch einmal auf 2,3 Liter erweitert; erst da waren die Möglichkeiten des alten Vierzylinder-Motorblocks erschöpft.

## Verwendung

### M 121
- 190 SL (W 121 B II), 105 PS (77 kW), 1955–1963
- L 319, 65 PS (48 kW), ab 1956
- O 319, 65 PS (48 kW), ab 1956
- 190 (W 121, „kleiner Ponton“) 75–80 PS (55–59 kW), 1956–1961
- 180 (W 120, „kleiner Ponton“), 65–68 PS (48–50 kW), 1957–1961
- 190 (W 110, „kleine Heckflosse“), 80 PS (59 kW), 1961–1965
- 200 (W 110, „kleine Heckflosse“), 95 PS (70 kW), 1965–1968

### M 115
- 200 (W 115, Strich-Acht), 70 kW (95 PS), 1968–1976
- 220 (W 115, Strich-Acht), 77 kW (105 PS), 1968–1973
- 230.4 (W 115, Strich-Acht), 81 kW (110 PS), 1973–1976
- 200 (Baureihe 123), 69 kW (94 PS), 1976–1980
- 230 (Baureihe 123), 80 kW (109 PS), 1976–1980
- 208 / 308 (Baureihe 601 / 602, Bremer Transporter / T1), 63 kW (85 PS), 1977–1982